# Liste des archevêques de Messine
Liste des évêques et archevêques de Messine :

## Liste
- Bacchilo (v. 60) (selon la tradition, installé par saint Paul)
- Barchirio (68)
- Eleuterio (121)
- Alessandro Ier (154)
- Raimondo
- Capitone (313)
- Alessandro II (347)
- Evagrio (363)
- Bacchilo II (381)
- Giovanni Ier (451)
- Giustiniano (483)
- Eucarpo Ier (501)
- Peregrino Ier (514)
- Eucarpo II (586)
- Felice Ier (590)
- Dono (593)
- Felice II (600)
- Guglielmo Ier (603)
- Isidoro (610)
- Peregrino II (649)
- Benedetto (682)
- Gaudioso (787)
- Gregorio (869)
- Ippolito (968)
- Roberto Ier (1081)
- Goffredo Ier (1081)
- Guglielmo II (1120)
- Ugone (1127)
- Goffredo II (1140)
- Roberto II (1142)
- Gerardo (1144)
- Arnaldo
- Roberto III (1151)
- Nicolò Ier (1166)
- Riccardo Palmieri (it) (1183-1195)
- Berardo o Berzio (1197-1233)
- Landone (1236)
- Giovanni Colonna (1255)
- Tommaso D'Agni Lentini (1262)
- Bartolomeo Pignatelli (it) (1266-1272)
- Reginaldo Lentini (1274-1287)
- Francesco Fontana (1288-1296)
- Raimondo d'Aquino
- Raniero II Lentini (1288-1304)
- Guidotto de Abbiate (it) (1304-1333)
- Pietro Ier
- Federico de Guercis (1333-1342)
- Raimando de Pezzolis (1342-1348)
- Giordano Curti (1348)
- Pietro Porta (1349-1351)
- Anzalone Bonsignore (1351-1354)
- Guglielmo Monstrio (1355-1362)
- Dionisio da Murcia (1363-1380)
- Paolo Zuccaro (1380-1387)
- Maffiolo Lampugnani (1387-?)
- Filippo Crispo (1392-1402)
- Pietro Budano (1403-?)
- Tommaso Crisafi (1408-1426)
- Archida Ventimiglia (1426)
- Bartolomeo Gattiglia (1426-1446)
- Pietro III (1446-1448)
- Antonio Cerdano (1448-1449)
- Giacomo Porcio (1449)
- Andrea Amodeo (1449-1450)
- Giacomo Tedesco (1450-1473)
- Lorenzo Crisafi (1473)
- Giuliano della Rovere (1473-1474), administrateur apostolique
- Giacomo da Santa Lucia (1474-1480)
- Pietro de Luna (1480-1482)
- Martino Ponz (1493-1500)
- Martino Garcia (1500-1502)
- Pietro Bellorado (1502-1509)
- Pietro Isvaglies (1510-1511), administrateur apostolique
- Bernardino da Bologna (1512-1513)
- Antonio la Legname (1514-1537)
- Innocent Cybo (1538-1550), administrateur apostolique
- Giovanni Andrea Mercurio (1550-1560)
- Gaspar Cervantes de Gaete (1560-1561)
- Antonio Cancellaro (1564-1568)
- Giovanni Retana (1569-1582)
- Tomàs Guidara (dit de la Roca) (1583-1584)[1]
- Antonio Lombardo (1585-1597)
- Francesco Velardo de la Cuencha (1599-1604)
- Bonaventura Secusio (1605-1609)
- Pietro Ruiz de Valdevexo (1609-1617)
- Andrea Mastrillo (1618-1624)
- Giandomenico Spinola (1624-1626), administrateur apostolique
- Biago Proto de Rubeis (1626-1646)
- Simone Carafa (1647-1676)
- Giuseppe Cicala (1678-1685)
- Francesco Alavarez (1686-1698)
- Giuseppe Migliaccio (1698-1729)
- Tommaso Viadl y de Nin (1730-1743)
- Tommaso Moncada (1743-1762)
- Gabriele Maria Di Blasi e Gambacorta (1764-1767)
- Giovanni Maria Spinelli (1767-1770)
- Corrado Deodato Moncada (1770-1771)
- Scipione Ardoino Alcontres (it) (1771-1778)
- Nicola Cifaglione (1778-1790)
- Francesco Paolo Perremuto (1790-1791)
- Gaetano Maria Garrasi (1798-1817)
- Antonio Maria Trigona (it) (1817-1819)
- Francesco di Paola Villadecani (1823-1861)
- Luigi Natoli (1867-1875)
- Giuseppe Guarino (1875-1897)
- Letterio D'Arrigo Ramondini (it) (1898-1922)
- Angelo Paino (it) (1923-1963)
- Francesco Fasola (it) (1963-1977)
- Ignazio Cannavò (it) (1977-1997)
- Giovanni Marra (it) (1997-2006)
- Calogero La Piana (it) (2006-2015)
  - Antonino Raspanti (it) (2015-2016), évêque d'Acireale, administrateur apostolique
  - Benigno Luigi Papa (it) (2016- ), archevêque émérite de Tarente, administrateur apostolique